# 6591 Sabinin
6591 Sabinin este un asteroid din centura principală de asteroizi.

## Descriere
6591 Sabinin este un asteroid din centura principală de asteroizi. A fost descoperit pe 7 septembrie 1986 la Observatorul astrofizic din Crimeea de Liudmila Cernîh. El prezintă o orbită caracterizată de o semiaxă mare de 2,76 ua, o excentricitate de 0,12 și o înclinație de 4,5° în raport cu ecliptica.